# كيليان ميرفي
كيليان ميرفي (بالإنجليزية: Kilian Murphy)‏ هو لاعب قذف أيرلندي، ولد في 4 يوليو 1989 في Glounthaune ‏ في جمهورية أيرلندا.